# Ульдурга (река)
Ульдурга — река в Забайкальском крае России, правый приток реки Нерчи, протекает по территории Карымского и Тунгокоченского районов. 
Длина реки — 169 км. Площадь водосбора — 6010 км².
Берёт начало в северных отрогах Даурского хребта на высоте около 1050 м над уровнем моря. Генеральным направлением течения реки является северо-восток. Ледяной покров обычно устанавливается в конце октября, вскрывается в конце апреля. Продолжительность ледостава составляет 165—190 дней. Впадает в Нерчу в 159 км от её устья, на высоте 549 м над уровнем моря.
Основные притоки: Кучегер, Жарга, Усугли, Ясутай.